# 肖咀镇
肖咀乡，是中华人民共和国甘肃省庆阳市合水县下辖的一个乡镇级行政单位。

## 行政区划
肖咀乡下辖以下地区：
肖咀村、卓堡村、西沟村、老庄村、铁赵村和梅家寨子村。